# Фосфат ртути(II)
Фосфат ртути(II) — неорганическое соединение,
соль ртути и фосфорной кислоты 
с формулой Hg3(PO4)2,
светло-жёлтые кристаллы,
не растворяется в воде.

## Получение
- Растворение оксида ртути(II) в горячей концентрированной фосфорной кислоте::

{\displaystyle {\mathsf {3HgO+2H_{3}PO_{4}\ {\xrightarrow {140-150^{o}C}}\ Hg_{3}(PO_{4})2\downarrow +3H_{2}O}}}

## Физические свойства
Фосфат ртути(II) образует светло-жёлтые кристаллы
моноклинной сингонии,
пространственная группа P 21/c,
параметры ячейки a = 0,9737 нм, b = 1,1466 нм, c = 0,6406 нм, β = 99,51°, Z = 4
.
Не растворяется в воде и этаноле.